# Ingrid Auerswald
Ingrid Auerswald, född Brestrich den 2 september 1957 i Jena i dåvarande Östtyskland, är en tysk före detta friidrottare som under 1980-talet tävlade för Östtyskland på sprintdistansen 100 meter. Under hela sin aktiva tid som friidrottare var hon en del av det statsorganiserade östtyska dopningsprogrammet, varför hennes resultat är ifrågasatta.

## Idrottskarriär
Auerswald deltog vid Olympiska sommarspelen 1980 i Moskva där hon blev bronsmedaljör på 100 meter slagen av Ljudmila Kondratjeva och Marlies Göhr. Tillsammans med Göhr, Bärbel Wöckel och Romy Müller blev hon guldmedaljör på 4 x 100 meter med tiden 41,60 en tid som då var nytt världsrekord på distansen och fortfarande gäller som olympiskt rekord. 
Vid VM 1983 var Auerswald åter med i det östtyska lag som vann guld på 4 x 100 meter denna gång på tiden 41,76. Vid tävlingar i Canberra i Australien 1985 sprang hon, Göhr, Silke Gladisch-Möller och Sabine Günther 4 x 100 meter på tiden 41,37 en tid som fortfarande är världsrekord på distansen. 1986 deltog hon vid EM i Stuttgart där hon också blev guldmedaljör i stafett. 
Hennes sista mästerskap var Olympiska sommarspelen 1988 i Seoul där hon blev silvermedaljör i stafett. Denna gång slagna av USA.

### Webbkällor
- Fakta på IAAF:s webbplats